# Sindó Kaneto
Sindó Kaneto (Hirosima, 1912. április 28. – Hirosima, 2012. május 29.) japán filmrendező, forgatókönyvíró és producer. Az 1920-as évek végétől dolgozott a filmszakmában. Az 1950-es évek elejétől rendez. Az 1960-as években volt alkotóereje teljében, ekkor készültek olyan világsikerű filmjei, mint a Kopár sziget (1960), az Onibaba (1964), a Libidó (1967) és a Fekete macska a bokorban (1968). 1950-ben Kindai Kyokai Figa (Modern Film Társasága) néven saját filmgyártó vállalatot alapított mások mellett Otova Nobuko színésznővel, akit 1978-ban, két évtizednyi együttélés után feleségül vett.

## Pályafutása

### A kezdetek

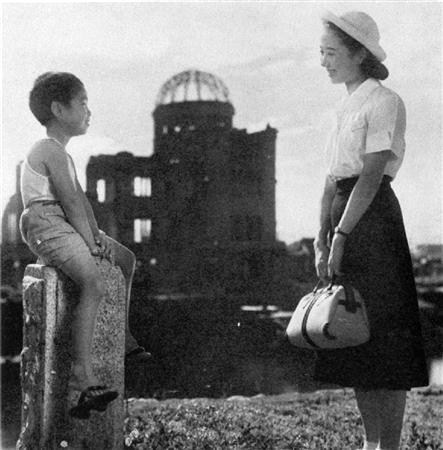
A Hirosima gyermekei, jobbra a tanítónőt alakító Otova Nobuko

Sindó szülei elszegényedett földbirtokosok voltak. A fiú 15 évesen kezdett el dolgozni, először a mezőgazdaságban. Élénken érdeklődött a képzőművészet és a filmművészet iránt. 1934-ben munkát kapott a Sócsiku Stúdióban mint segédlaboráns. Három évvel később a japán filmművészet Magyarországon szinte ismeretlen kiválósága, Mizogucsi Kendzsi mellett kezdett el dolgozni, előbb mint díszlettervező, később mint rendezőasszisztens. Mizogucsi mellett autodidakta módon sajátította el a forgatókönyvírást. Mestere emlékére 1975-ben készítette el az Egy filmrendező élete című alkotását, filmrészletek és egykori munkatársak visszaemlékezéseinek felhasználásával. Mizogucsi hatása kimutatható Sindó témaválasztásaiban is: különösen érzékenyen foglalkozott a hétköznapi emberek életével, a japán nők sorsával. 1951-ben rendezte első filmjét: A szeretett asszony története fiatalon elhunyt első feleségéről szólt. Sindó az ún. szerzői film képviselője, ezért fontosnak tartja, hogy a forgatókönyvíró és a rendező lehetőleg ugyanaz a személy legyen. Amikor csak teheti, maga vágja a filmjeit, és igyekszik állandó stábbal dolgozni. Nem tartja magát marxistának, ennek ellenére fokozott érdeklődést mutatott a társadalmi problémák iránt. Hirosima szülötteként különösen mély nyomot hagyott benne a város tragédiája, az atombomba pusztítása, a túlélők sorsa. Az 1953-as cannes-i filmfesztiválon keltett nagy feltűnést a Hirosima gyermekei című alkotásával. Az atomtámadás utóhatásaival foglalkozó film (7 évvel a háború után készült!) elsősorban a légkör megteremtésében remekel, szereplői közül főleg a fiatal tanítónő portréja lett különösen árnyalt. A dokumentarista részleteket is tartalmazó film egyszerre realisztikus és szentimentális alkotás. Sindó későbbi munkáiban többször visszatért Hirosima témájához. Az anya (1963) címszereplője testi és lelki traumák ellenére is vállalja az anyaságot. Az Ösztön (1963) impotenssé vált férfi főszereplője egy asszony szerelmétől nyeri vissza szexuális erejét. A Lombtalan fa (1986) és  A Szakura színtársulat (1988) az áldozatok emlékének szentelt alkotások.

### A klasszikus művek
A Kopár sziget (1960) a modern filmművészet egyik időtálló remeke. A szöveg nélküli dráma egy kétgyermekes földműves család kemény munkáját mutatja be a megélhetésért: mindennap a szárazföldről hordják a vizet kicsiny szigetükre. Sindó alkotása a kitartás, az újrakezdés, az emberi sors jelképe. Stílusa szinte eszköztelen, dokumentarista. Felejthetetlen, ahogy a rendező a föld szürkeségét vagy az életet jelentő víz csillogását ábrázolja. Merőben más hangvételű, de ugyancsak kevés szereplős dráma az Onibaba (1964), amely már bemutatásakor óriási siker volt a közönség körében, a kritikusok nagy része viszont csak később fedezte fel a horrorisztikus történet mélységeit. A középkori Japánban, egy nádasban játszódó film két hősnője eltévedt szamurájok meggyilkolásából él: a harcosok öltözékét és fegyvereit adják el, a tetemeket pedig egy mély gödörbe dobják. A két nő szövetsége fellazul, amikor feltűnik a színen egy fiatal férfi, aki mindkettőjükben testi vágyakat ébreszt. Az Onibabában a szexualitás mellett állandóan jelen van a halál: ez a párosítás az 1970-es évek nyugati filmvilágában különösen kedvelt volt, Sindó alkotása bizonyos értelemben Ósima Nagisza Az érzékek birodalma (1976) című remekművének előfutára. A Kopár sziget felejthetetlen képi világával egyenértékű az Onibaba vizuális stílusa: a fekete-fehér filmtechnika lehetőségeinek maximális kihasználása jellemzi. A testiségre vágyó idősebbik nő figurája tulajdonképpen egy új téma megjelenését jelenti Sindó művészetében: a középkorú, sőt idős emberek szexualitásának máig kényes tabutémáját. A már említett Ösztön mellett az 1967-es Libidó képviseli legmarkánsabban ezt a tematikát. Öregedő férfi főszereplője élete tragédiába fordul, miután a kórházban megcsókolja a mellette lévő ágyon fekvő fiatal lányt. Egyéni sorsa szimbolikus értelmű: a rendező szerint a háborút vesztesen befejező Japánban az addig szilárdnak hitt erkölcsi értékek megkérdőjeleződtek, a férfiak elveszítették önbizalmukat, ezzel párhuzamosan a férfiasságba vetett hitüket. A hagyományos férfi szerep háttérbe szorult, miközben a nők egyre inkább előtérbe kerültek. (Érdemes megjegyezni, hogy lényegében a nemi szerepek válsága áll az olasz Marco Ferreri számos filmjének középpontjában is.)

### A hanyatlás évtizedei
Az 1970-es éveket nyitó és lezáró Sindó-filmek rokon alkotások, és direktebben fogalmazzák meg a japán erkölcsöknek azt a válságát, melyet az előző évtized filmjei áttételes formában jeleztek. A Csupasz tizenkilenc év (1970) fiatal főhőse számára a bűnözés és a szex jelenti a kiutat a nyomor miatt széthulló családból, a végállomás azonban a börtön. A Fojtogatás (1979) valóságos rémdráma: a főhős menyasszonya öngyilkos lesz, miután megölte zsarnoki mostohaapját. A fiatalember fájdalma fokozódó agresszivitásban nyilvánul meg, bántalmazza szüleit, édesanyját kis híján megerőszakolja. Kétségbeesett apja végül megfojtja a fiút. A Fojtogatás kritikai visszhangja nem volt túl kedvező, sokan úgy vélték, hogy Sindó nagyon messzire került a Kopár sziget művészi csúcsaitól, és hatásvadász filmet rendezett. A részleteiben igen erős dráma valójában az elsők között jelezte azt a generációs szakadékot, melyet később az 1980-as, 1990-es évek japán filmjei képileg is jóval drasztikusabban ábrázoltak: a szülőknek a második világháború előttről származó, idejétmúlt értékrendje kerül szembe gyermekeik új, de még nem kiforrott értékrendjével, amelynek lényege mindannak a megtagadása, amit a szülők követendő példaként állítanak eléjük.
Az 1980-as évektől kezdve Sindó filmjeit a(z európai) kritikusok egyre élesebben bírálták. Úgy vélték, a rendező nemcsak megöregedett, hanem elfáradt, elveszett alkotói lendülete. A Magyarországon is bemutatott Erotikus képregény (1981) a 18–19. század fordulójának egyik legjelentősebb japán képzőművészéről, a 90 évet megért Hokuszairól szól. A háttérben persze Sindó kedvenc témáinak egyike bukkan fel ismét, régi és új küzdelme: a császári hatalom a film cselekménye idején mindent megtett annak érdekében, hogy megőrizze a múltat, miközben az emberek már az újat, a változásokat keresték. Maga Hokuszai például a nyugati festőművészetet tanulmányozta, a perspektívakezelést, a fény és árnyék hatásait, a meztelenség ábrázolásának fortélyait kutatta: mindazt, ami új színeket hozhatott a művészetébe, ami által kiemelkedhetett kora tradicionális japán művészeinek sorából. Az 1984-es Horizont ismét családi dráma hatására született: Sindó nővérének életét dolgozta fel, aki a nyomor elől Amerikába menekült, egy japán bevándorlóval kötött házasságba, és végleg nyoma veszett. A rendező későbbi munkái közül a több díjjal kitüntetett Gogo no juigondzsó (1995) és A bagoly (2003) érdemel említést. Ez utóbbi mű tulajdonképpen variáció az Onibabára: hősnői, Jumie és 17 éves lánya, Emiko egy eldugott kis japán faluban élnek, ahol különféle férfiakkal kerülnek kapcsolatba, akiknek aztán nyoma vész. Végül eltűnik a két nő is. Az események egyetlen szemtanúja egy bagoly a közeli erdőből…

## Filmjei (mint rendező)
- 2011 Icsimai no hagaki
- 2008 Isiucsi dzsindzsó kótó sógakkó: Hana va csiredomo
- 2003 A bagoly (Fukuro)
- 2000 Mellékszereplő (Szanmon jakusa)
- 1999 Ikitai
- 1995 Gogo no juigondzsó
- 1992 Bokuto kidan
- 1988 A Szakura színtársulat (Sakura-tai Csiru)
- 1986 Lombtalan fa (Rakujódzsu)
- 1986 Black Board
- 1984 Horizont (Csihei-szen)
- 1981 Erotikus képregény (Hokuszai manga)
- 1979 Fojtogatás (Kószacu)
- 1977 Csikudzan magányos utazása (Csikuzan hitori tabi)
- 1975 Egy filmrendező élete (Aru eiga-kantoku no sógai)
- 1974 Az én utam (Vaga micsi)
- 1973 A szív (Kokoro)
- 1972 Óda (Szanka)
- 1972 Kanava
- 1970 A csupasz tizenkilenc év / Meztelenül 19 évesen (Hadaka no dzsukjúszai)
- 1970 A csáp (Sokkaku)
- 1969 Szikrázó levegő (Kageró)
- 1968 Az erős nő és a gyönge férfi / Neglizsé hadművelet (Cujomusi onna to jovamusi otoko)
- 1968 Fekete macska a bokorban (Jabu no naka no kuroneko)
- 1967 Libidó (Szei no kigen)
- 1966 Ösztön (Honnó)
- 1965 Akuto
- 1964 Onibaba
- 1963 Az anya (Haha)
- 1962 Az ember (Ningen)
- 1960 Kopár sziget (Hadaka no sima)
- 1959 Hanajome-szan va szekai-icsi
- 1959 Az 5. számú szerencsés sárkány (Daigo Fukurjú-Maru)
- 1958 Csak a nőknek van bánatuk (Kanasimi va onna dakeni)
- 1957 Umi no jarodomo
- 1956 Dzsóju
- 1956 Rjúri no kisi
- 1956 Gin sindzsu
- 1955 Farkasok (Okami)
- 1954 Csatorna (Dobu)
- 1953 Onna no isso
- 1953 Kicsinyített másolat (Sukuzu)
- 1952 Hiroshima gyermekei (Gembaku no ko)
- 1952 Nadare
- 1951 A szeretett asszony története / Feleségem története (Aiszai monogatari)

## Fontosabb díjak és jelölések

### Japán Akadémia díja
- 1978 jelölés Csikuzan magányos utazása (legjobb rendező, legjobb forgatókönyv)
- 1979 díj Dzsiken (legjobb forgatókönyv)
- 1980 jelölés Haitacu szarenai szancu no tegami; Fojtogatás (legjobb forgatókönyv)
- 1988 jelölés Hacsiko monogatari (legjobb forgatókönyv)
- 1993 jelölés Toki rakudzsicu; Bokuto kidan (legjobb forgatókönyv)
- 1996 díj Gogo no juigondzsó (legjobb rendező, legjobb forgatókönyv, legjobb producer)
- 2000 jelölés Omocsa (legjobb forgatókönyv)
- 2003 díj az életműért

### Hocsi-díj
- 1995 díj Gogo no juigondzsó (legjobb film)

### Kék Szalag-díj
- 1996 díj Gogo no juigondzsó (legjobb film)

### Kinema Dzsunpó-díj
- 1963 díj Sitojakana kedamono; Aobe ka monogatari (legjobb forgatókönyv)
- 1976 díj Egy filmrendező élete (legjobb film, legjobb rendező)
- 1979 díj Dzsiken (legjobb forgatókönyv)
- 1996 díj Gogo no juigondzsó (legjobb film, legjobb rendező)

### Mainicsi-díj
- 1951 díj Icuvareru szeiszo (legjobb forgatókönyv)
- 1976 díj Egy filmrendező élete (legjobb rendező)
- 1996 díj Gogo no juigondzsó (legjobb film, legjobb rendező)

### Cannes-i filmfesztivál
- 1953 jelölés Hirosima gyermekei (nagydíj-jelölés)

### Moszkvai filmfesztivál
- 1961 díj Kopár sziget (megosztva a Tiszta égbolt című filmmel)
- 1971 díj A csupasz tizenkilenc év
- 1977 jelölés Csikuzan magányos utazása
- 1995 díj Gogo no juigondzsó (az orosz filmkritikusok díja)
- 1999 díj Ikitai (Arany Szent György-díj, FIPRESCI-díj)
- 2003 jelölés A bagoly (Arany Szent György-díj)